# Charles Green (aéronaute)
Pour les articles homonymes, voir Charles Green.
Charles Green, né le 31 janvier 1785 à Londres où il est mort le 26 mars 1870, est un aéronaute britannique.

## Biographie

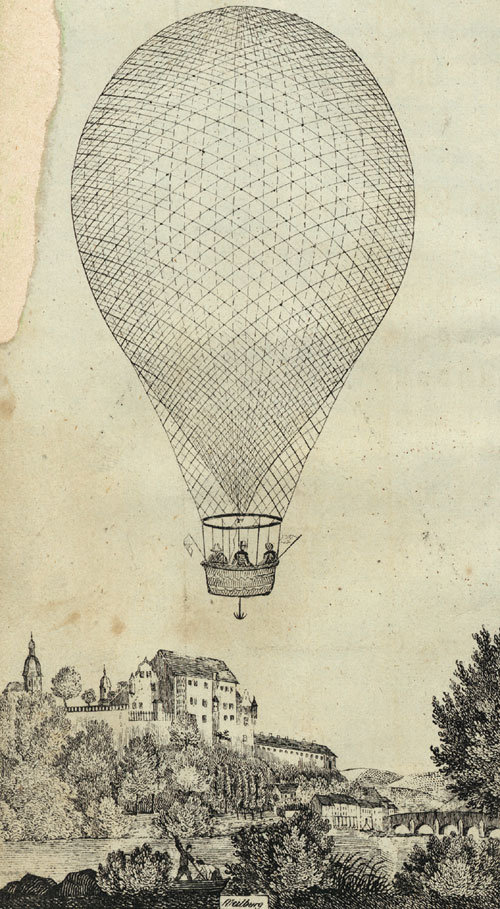
Charles Green à Weilbourg en 1836.

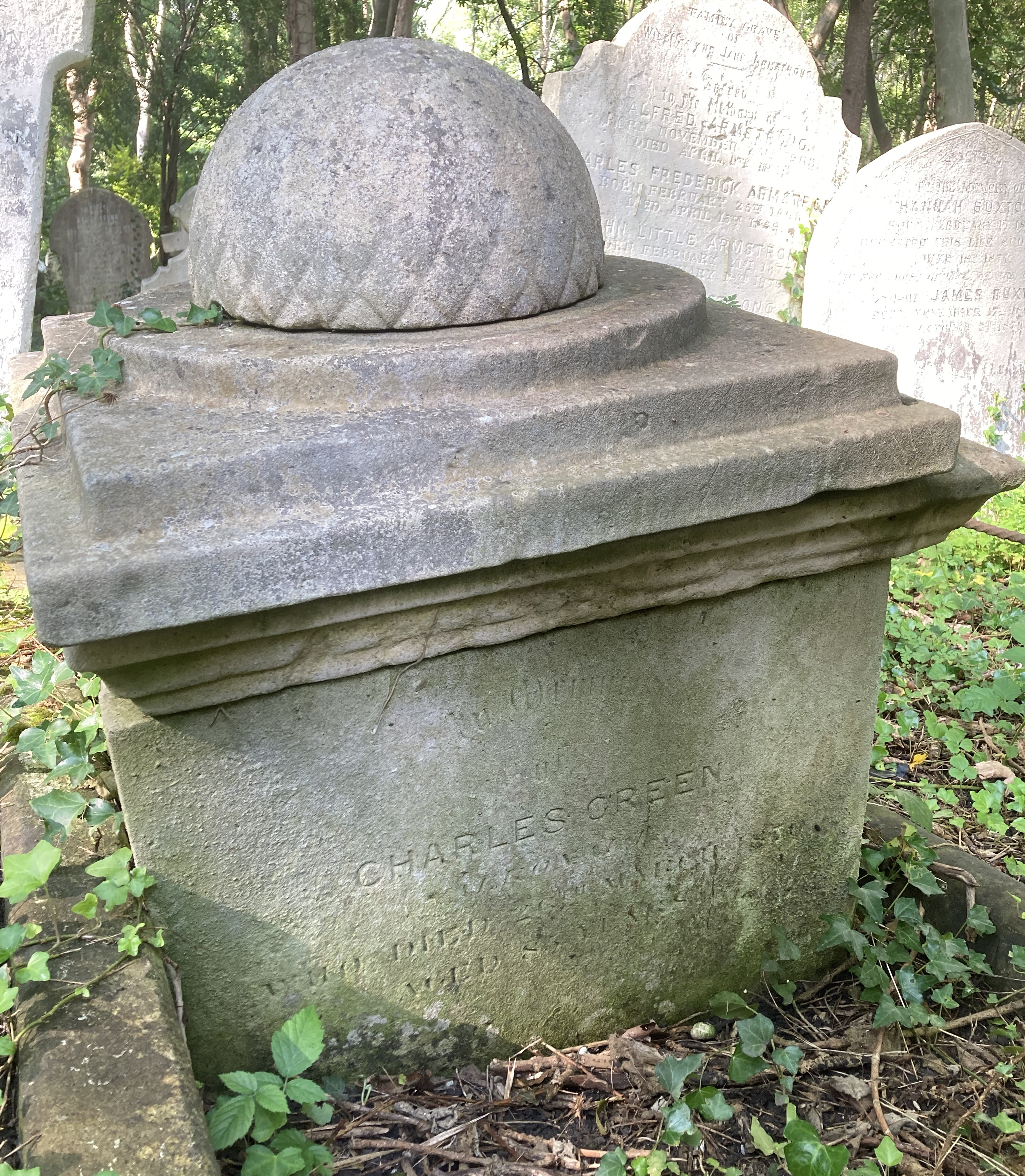
Tombe de Charles Green au cimetière de Highgate

Il effectue des expériences sur les gaz et de 1821 à 1852, fait de nombreux vols en ballon. En 1821 il expérimente à Londres un ballon à gaz à charbon et en 1836, bat le record de distance en volant de Londres à Weilbourg en Allemagne, soit 770 km.
Green est aussi crédité de l'invention de la corde de traînée comme aide à la direction et à l'atterrissage d'un ballon.
Après plus de cinq cents vols, il fait son dernier en 1852.
Jules Verne l'évoque dans sa nouvelles Un drame dans les airs.
Un trophée qui porte son nom, le Charles Green Salver, est décerné par le British Balloon and Airship Club (BBAC) pour des réalisations de vol exceptionnelles ou des contributions à la montgolfière.